# Heinrich (cratera)
Heinrich é uma pequena cratera de impacto lunar, localizada no Mare Imbrium. Está situada a sudoeste da cratera proeminente Timocharis e a és-sudeste de outra cratera proeminente chamada "Lambert".
Tem o seu nome em homenagem a Wladimir Wáclav Heinrich.